# Rovinjsko Selo
Rovinjsko Selo är en ort i Kroatien.   Den ligger i staden Grad Rovinj och länet Istrien, i den västra delen av landet, 190 km väster om huvudstaden Zagreb. Rovinjsko Selo ligger 150 meter över havet och antalet invånare är 767.
Terrängen runt Rovinjsko Selo är huvudsakligen platt, men åt nordost är den kuperad. Runt Rovinjsko Selo är det ganska tätbefolkat, med 80 invånare per kvadratkilometer. Närmaste större samhälle är Rovinj, 6,6 km väster om Rovinjsko Selo. Omgivningarna runt Rovinjsko Selo är en mosaik av jordbruksmark och naturlig växtlighet.